# Allah Kuli Bahadur Khan

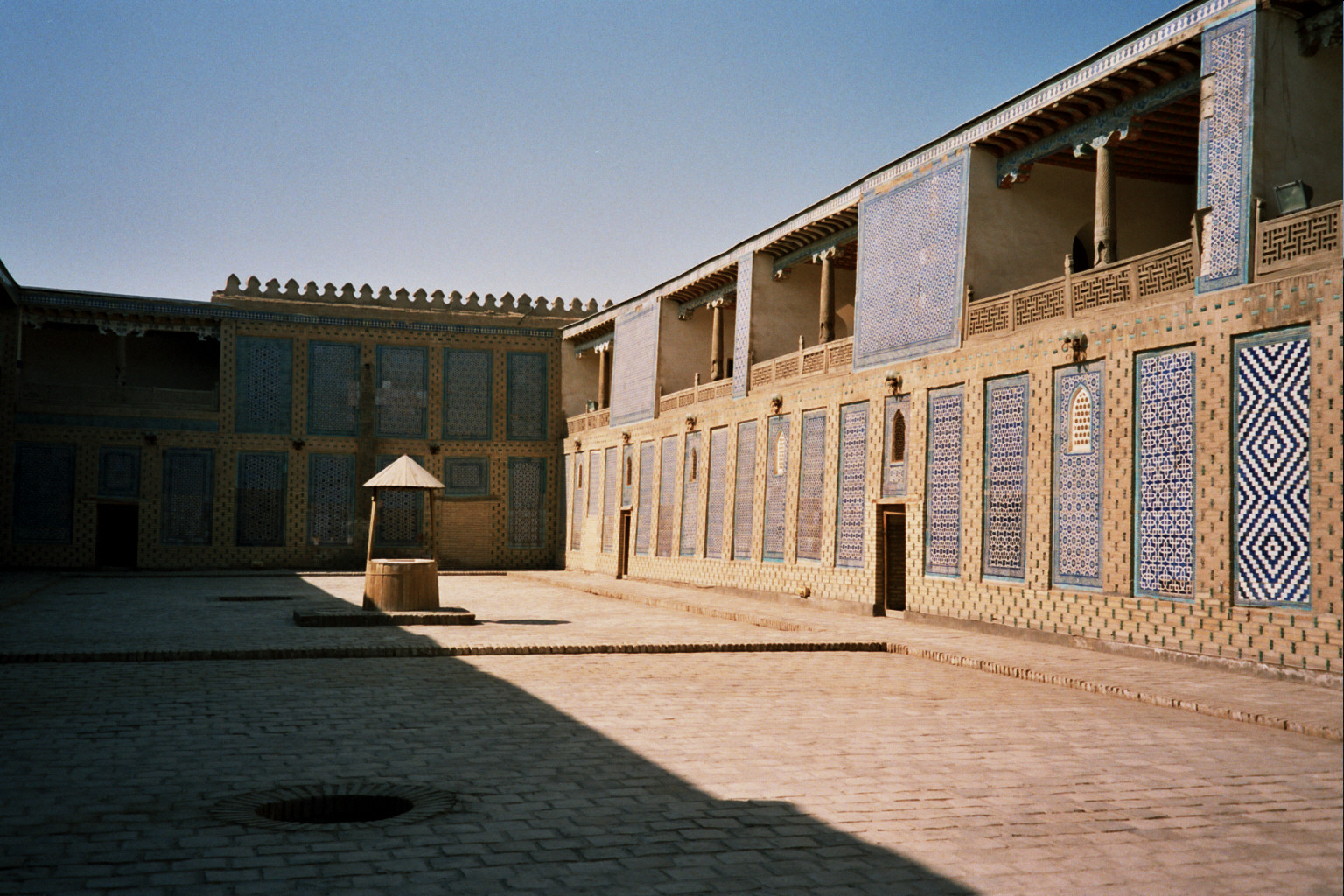
Harem de Allah Kuli.

Allah Kuli Bahadur Khan fou kan de Khivà, fill gran i successor de Muhammad Rahim Bahadur Khan I.
Va rebre un considerable tresor del pare però aviat se'l va malgastar en guerres contra Bukharà. Davant l'avança rus els kazakhs estaven retornant al sud i els bukharians i khivans els van reclamar com a subjectes donant lloc a lluites permanents. Els bukharians van arribar fins a Hazarasp.
El 1832 Allh Kuli va anar amb el seu exèrcit a Merv recaptant contribucions entre els teke turcmans i establint una duana i una a Sarakhs poblada per la tribu salor i va cobrar drets a les caravanes que passaven pel territori; els khivans van obrir pous a la ruta entre Merv i Khiva, que era pel desert o zones estèrils. El kan va anar a la zona en expedició i Shah Abbas Mirza se li va oposar des de Mashad i les forces del kan van perdre 2000 camells; fou sens dubte en aquesta expedició que el kan ca capturar el fort de Muzderan i el va arrasar emportant-se als habitants molts dels quals foren executats i altres exiliats al desert. Quan l'anglès Burnes va estar a Khivà el kan havia tornat feia pocs dies 
Els darrers anys el kan havia prohibit als russos escortar les caravanes amb soldats armats i canons; això havia portat que algunes caravanes havien estat assaltades i a tensió entre Rússia i el kanat; com que els atacs a les caravanes seguien els russo van decidir construir una fortalesa per controlar el lloc de desembarcament de Magishlak per vigilar als kazakhs. Això va irritar a Allah Kuli que va voler exercir represàlies i 120 soldats russos que van ser fets presoner foren venuts com esclaus a Bukharà i Kokand tot i les protestes del tsar. Aquest va ordenar un embargament dels productes i mercaders de Khiva a Orenburg, Astracan i altres llocs (1836) i es va prohibir el seu alliberament fins que els russos tinguessin via lliure al kanat. Així foren detinguts 46 khivans que tornaven de la fira de Nijni Nóvgorod (agost de 1836). i el general Perofski (governador a Orenburg) va escriure al kan dient que les males accions portaven aquestos mals fruits, i exigia els mateixos privilegis pels russos a Khiva que els que tenien els khivans a Rússia.
El gener del 1837 un enviat del kan va oferir l'alliberament del 120 russos si els comerciants khivans eren també alliberats i era destruït el fort de Novo Alexandrovski; aquesta petició darrera fou ignorada i l'alliberament dels presoners khivans garantida quan els russos fossin lliures. Un nou enviat, el novembre de 1837, va arribar a Orenburg amb 25 presoners; els russos van prometre que també alliberarien alguns khivans però ara reclamaven diners a canvi de la vida del capita Bekovitch Cherkaski i altres que havien estat assassinats i per les caravanes assaltades. Després de dos anys d'intercanvis diplomàtics, peticions i contra-peticions, 100 presoners foren alliberats (1838) però el 1839 uns 200 pescadors foren capturats a la mar Càspia.
El 26 de novembre de 1839 Rússia va emetre una proclama exposant els seus greujes i al començament del 1840 el general Perovski va sortir d'Orenburg amb 6000 infants i 10.00 camells i els seus conductors; es va fer a l'hivern per estalviar aigua però les temperatures van baixar a 40 sota zero, la neu no deixava avançar i els vents huracanats eren terribles, i molts soldats es van glaçar perden cames o braços i molts animals van morir. Només una part va poder arribar a Akbulak a la frontera de Khivà. El kushbegi va sortir de Khivà amb milers d'homes disposat a enfrontar als russos però també van topar amb la neu i el fred, i mols van perdre mans, peus, orelles, nas i fins i tot la llengua si la treien inconscientment mentre dormien; un primer contingent turcman fou derrotat pels russos. El general uzbek no va demanar permís per retirar-se però el general rus, que no podia combatre el temps, va optar per la retirada.
Això va afavorir els britànics i l'agent a Herat, el major Todd, va enviar una ambaixada a Khivà dirigida per Kazi Muhammad Hasan; però el visir Yakub Mekhter era hostil als anglesos; davant del kan, Kazi va al·legar la defensa anglesa de l'emir d'Herat, un autèntic creient (sunnita), contra els infidels perses (xiïtes), i el kan va optar per una aliança amb el Regne Unit; el mekhter va caure en desgràcia per un temps. Kazi fou assaltat a la seva tornava, prop de Merv, per Niyaz Muhammed Khan, oncle de Yakub Mekhter, però va poder fugir.
En arribar Kazi a Herat, Todd va enviar a Khiva al capità Abbot, que va rebre instruccions d'aconseguir l'alliberament dels presoners russos, portar-los a Astracan, i allí aconseguir l'alliberament dels comerciants khivans. Abbot va marxar la primavera del 1840, just després de la retirada russa. Todd el descriu com un home de 45 anys amb una llarga barba; tenia 4 dones, però les canviava algunes vegades així que en total les que havien passat per l'harem eren 12, la majoria uzbeks de família noble; el seu germà Rahman Kuli era inak a Hazarasp. El germà del kan de més edat després d'ell mateix, anomenat Tureh (príncep) era l'hereu i governava en absència d'Allah Kuli però fora d'aquestos moments no participava en el govern; el Mekhter era el cortesà principal càrrec que exercia Yakub Biy, fill de Yusuf Biy que el va tenir sota cinc kans i després va heretar el seu fill; també el càrrec de kushbegi havia estat heretat pel fill i havia dirigit l'exèrcit contra Rússia sense exhibir cap talent militar; exercia alternativament funcions militars o civil però no les dues. El clergat era poc influent.
A petició de Todd el kan va demanar a l'emir de Bukharà l'alliberament del coronel Stoddart. També es va comprometre a alliberar els presoners russos a canvi d'assistència britànica. El kan va demanar a Todd medicina, un eufemisme per brandy, però com que Todd era abstemi no li va poder facilitar. Dos europeus que van arribar al kanat sense credencials foren executats com a espies russos. Abbot va aconseguir l'alliberament de 22 dones afganeses. Mentre era allí un ambaixador persa negociava l'alliberament de 30.000 esclaus perses. Finalment Abbot va aconseguir que un oficial rus pogués anar a Khivà i alliberar els russos que volguessin retornar. Abbot va rebre un grau militar de Khiva (comandant de deu mil cavallers).
Abbot va sortir de Khiva dies després de l'ambaixador persa (que no va aconseguir el seu propòsit) i fou conduït al port de Guedik on havia d'agafar un vaixell però no n'hi havia cap (el visir el va enganyar i els va apartar a tots); es va dirigir a Dash Kaleh, on hi havia un fort rus, a quatre dies al sud; l'escorta el va abandonar però quan era a deu hores de camí fou atacat per una banda d'uzbeks i va perdre dos dits i els seus servidors foren tractats cruelment i convertits en esclaus. Mercès a la intervenció de l'afganès Akhud Zadeh, enviat a Khivà per Todd amb diners, va aconseguir del kan un decret per alliberar a Abbot; quan fou alliberat va poder seguir cap al port rus i després a Astracan.
Mentre Todd, en saber un rumor que Abbot havia mort, va enviar al tinent Shakespear a Khivà, i aquest altre cop va posar en evidencia al radical musulmà Yakub Meshker, i altre cop el kan li va donar la raó. Shakespear va poder recuperar a 434 presoners o esclaus russos i va marxar amb ells a Astracan; fou rebut pel tsar a Sant Petersburg. Entre els alliberats hi havia William Laurentief que havia estat cap d'artilleria i Anna Kostin, una dona soldat, que portava la casa del kan.
El juliol de 1840 el kan va proclamar l'abolició del comerç d'esclaus russos i la prohibició d'atacs als dominis russos. Mentre el xa seguia pressionant per l'alliberament dels perses però el kan al·legava que molts estaven casats al país i que si eren alliberats hi hauria un daltabaix. Els anglesos van oferir els seus bon oficis i van enviar al capità Conolly acompanyat d'Allah Dad Khan Papolzai, enviat de l'emir afganès Shah Shuja, i per Akhud Zadeh que s'hi va afegir a Maimana. Connolly fou ben rebut però el kan va refusar alliberar els presoner perses; llavors Connolly va provar de negociar el rescat; el kan estava cada cop més molest i la influència de Yakub Mekhtar creixia. Finalment Connolly va marxar del país oficialment per explorar la ruta de Taixkent, i amb ell es va esvair la influència anglesa al kanat.
Mentre les relacions amb Rússia van seguir. El tinent Aitof va anar a Sant Petersburg amb un enviat de Khivà de nom Atania Khoja Reis Mufti que va rebre una carta del tsar i va retornar el 1841. Hi va haver altres enviats però cap va anar a la capital imperial. Un enviat de nom Shinar Mahmet Biyaz fou acompanyat a la tornada a Khivà pel capità Nikiforof que va intentar sense èxit negociar un tractat. El coronel Danilevski va anar al kanat el 1842 per negociar un tractat i mentre era a Khivà va morir el kan.
A les seves monedes s'anomena Allh Kuli Bahadur Khan i el kanat s'esmenta després de molt de temps com Coràsmia. El va succeir el seu fill Muhammad Rahim Kuli Khan.